# Paramexiweckelia particeps
Paramexiweckelia particeps is een vlokreeftensoort uit de familie van de Hadziidae. De wetenschappelijke naam van de soort is voor het eerst geldig gepubliceerd in 1971 door Holsinger.